# Chachapuma
Chachapumas (Aymara chacha „Mann“, also etwa „männlicher Puma“) sind eine Gattung von anthropomorphen katzenartigen Skulpturen der Tiwanaku-Kultur. Zwei Chachapuma-Skulpturen aus Basalt stehen heute im Regionalmuseum von Tiwanaku in Bolivien. Neben den sogenannten „Präsentationsmonolithen“ und „Monolithen mit ausgestreckten Armen“ sind sie die dritte große Klasse von Skulpturen in Tiwanaku.

## Basisdaten
Die zumeist aus Basalt und Andesit bestehenden Figuren zeigen nichtmenschliche Wesen in dreidimensionaler Form. Chachapumas zeichnen sich durch Merkmale von Raubtieren wie Reißzähne aus und hocken oder knien, während sie zumeist einen menschlichen Kopf in einer Hand und eine Axt oder Keule in der anderen Hand halten. Sie wirken nach Anna Guengerich und John W. Janusek somit bedrohlich. Da die „Raubkatze“ einen Opfer-Trophäenkopf hält, interpretiert Scott Smith die katzenartige Figur als „Opferer“.

## Darstellung von Gewalt
Anna Guengerich und John W. Janusek sehen Chachapumas in einer Reihe mit anderen Monolithen der Tiwanaku-Kultur, bei denen es Anzeichen gibt, dass sie ebenfalls gezielte Gewalt darstellen. Die Gewalt konzentriere sich insbesondere auf den Kopf.

## Funktion
Während Ausgrabungen im Jahr 1989 wurde an der Basis der westlichen Treppe von Akapana ein Chachapuma aus Basalt freigelegt. Es ist daher anzunehmen, dass damals Chachapumas die Zwillingstreppen flankierten. Es gibt nach Scott Smith Hinweise darauf, dass ursprünglich mehr Chachapumas um die Basis der Struktur herum vorhanden waren. Nach Scott Smith wurde der Akapana-Chachapuma möglicherweise als Vermittler zwischen dem irdischen und dem spirituellen Bereich konzipiert, der auf dem Gipfel von Akapana lokalisiert gewesen sei.